# Euphonia elegantissima
El fruterito elegante, eufonia de capucha azul o eufonia gorra azul (Euphonia elegantissima) es una especie de ave paseriforme de la que vive México y América Central. Tradicionalmente se la ha colocado como perteneciente a la familia Thraupidae, aunque actualmente se le considera parte de Fringillidae.

## Descripción
Los individuos adultos de esta especie miden entre 11 y 14 cm desde el pico hasta la cola. Los machos tienen la cara y la garganta azul oscuro, en apariencia negro, y una "capucha" color azul turquesa que no se cierra completamente en el cuello. La espalda, alas y cola también son azul oscuro, y el pecho y vientre de color canela. La hembra es similar, pero con la capucha menos cerrada, la garganta canela, y el resto del cuerpo verde oliváceo (más oscuro en el dorso) con manchas amarillas en pecho y vientre. Ambos sexos presentan un punto color canela en la frente.

## Distribución y Hábitat
Habita desde el norte de México (sur de Sonora, sur de Nuevo León) a lo largo de ambas vertientes, hacia el sur hasta el oeste de Panamá, en zonas montañosas, ecotonos, campos de cultivo y bosques degradados.